# American Economic Review
American Economic Review (AER) es una revista mensual de economía, publicada por la Asociación Estadounidense de Economía. Apareció por primera vez en 1911, y es considerada una de las revistas académicas más importantes en el campo de la economía, junto a Econométrica. La revista tiene su sede en Pittsburgh .
Su editor actual es Esther Duflo, del  Instituto de Tecnología de Massachusetts
Según SCI Journal  la revista tiene un factor de impacto (2022) de 9,17.

## Métricas de revista
2022
- Web of Science Group : 9,17
- Índice h de Google Scholar: 312
- Scopus: 10.544